# Libelle Allwetter-Autoroller
Der Libelle Allwetter-Autoroller war das einzige Pkw-Modell des österreichischen Herstellers Libelle Fahrzeugbau- und Vertriebsgesellschaft. Die Produktion lief von 1952 bis 1954.

## Beschreibung
Bei dem Fahrzeug handelte es sich um einen Kleinstwagen. Es war ein Dreirad, bei dem sich das einzelne Rad hinten befand. Der Einzylinder-Zweitaktmotor mit 199 cm³ Hubraum und 8,5 PS (6,25 kW) kam von Rotax. Das Fahrzeug verfügte über ein Vierganggetriebe. Die Höchstgeschwindigkeit war mit 80 km/h angegeben, die Steigfähigkeit mit 28 %, und der Benzinverbrauch mit 3 Liter Gemisch auf 100 km. 
Es war ein offener Zweisitzer ohne Türen mit Notverdeck.
Insgesamt entstanden 40 Fahrzeuge. Eines davon ist im Museum RRR Roller, Rollermobile & Wurlitzer in Eggenburg zu besichtigen.

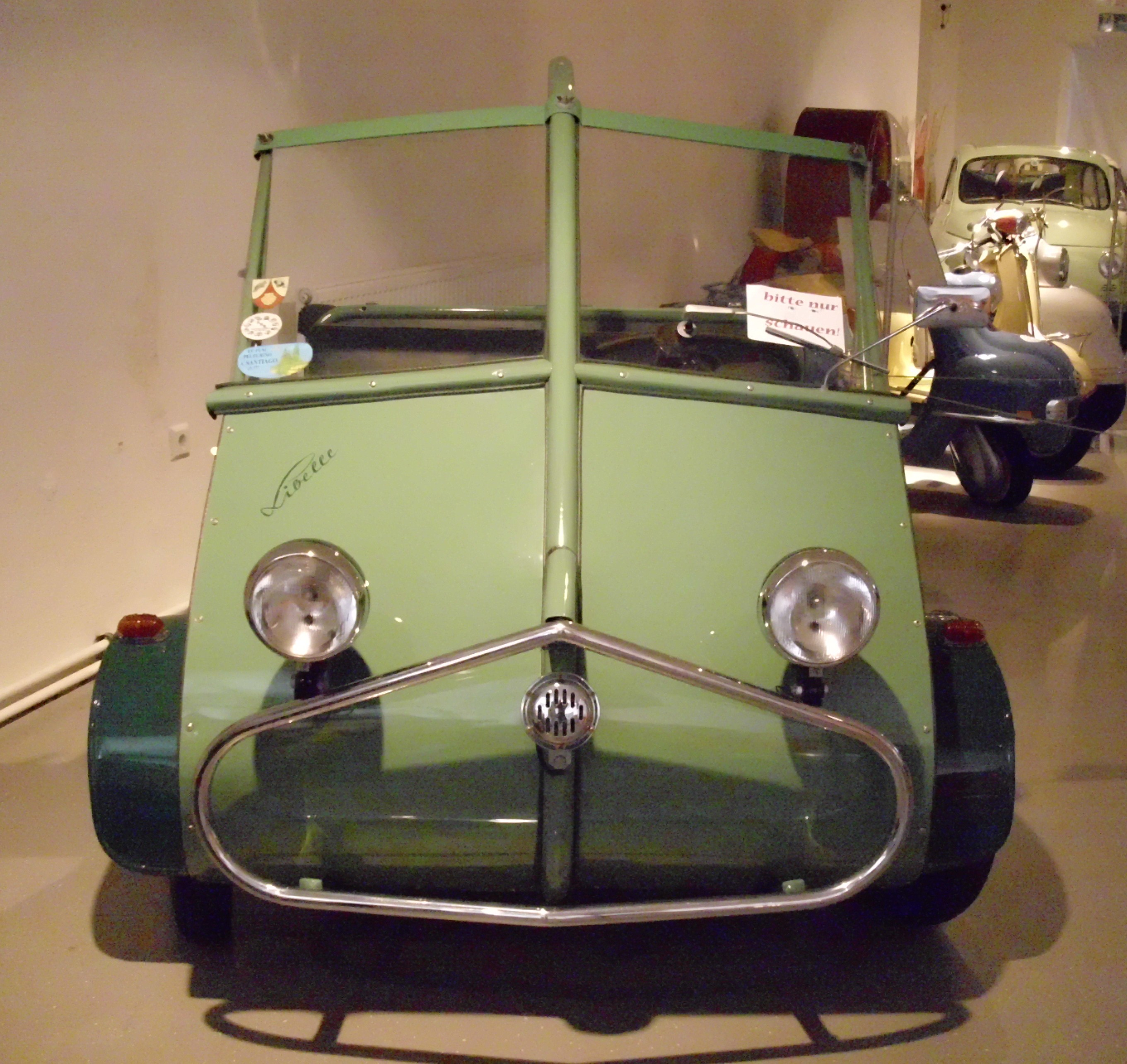
Frontansicht
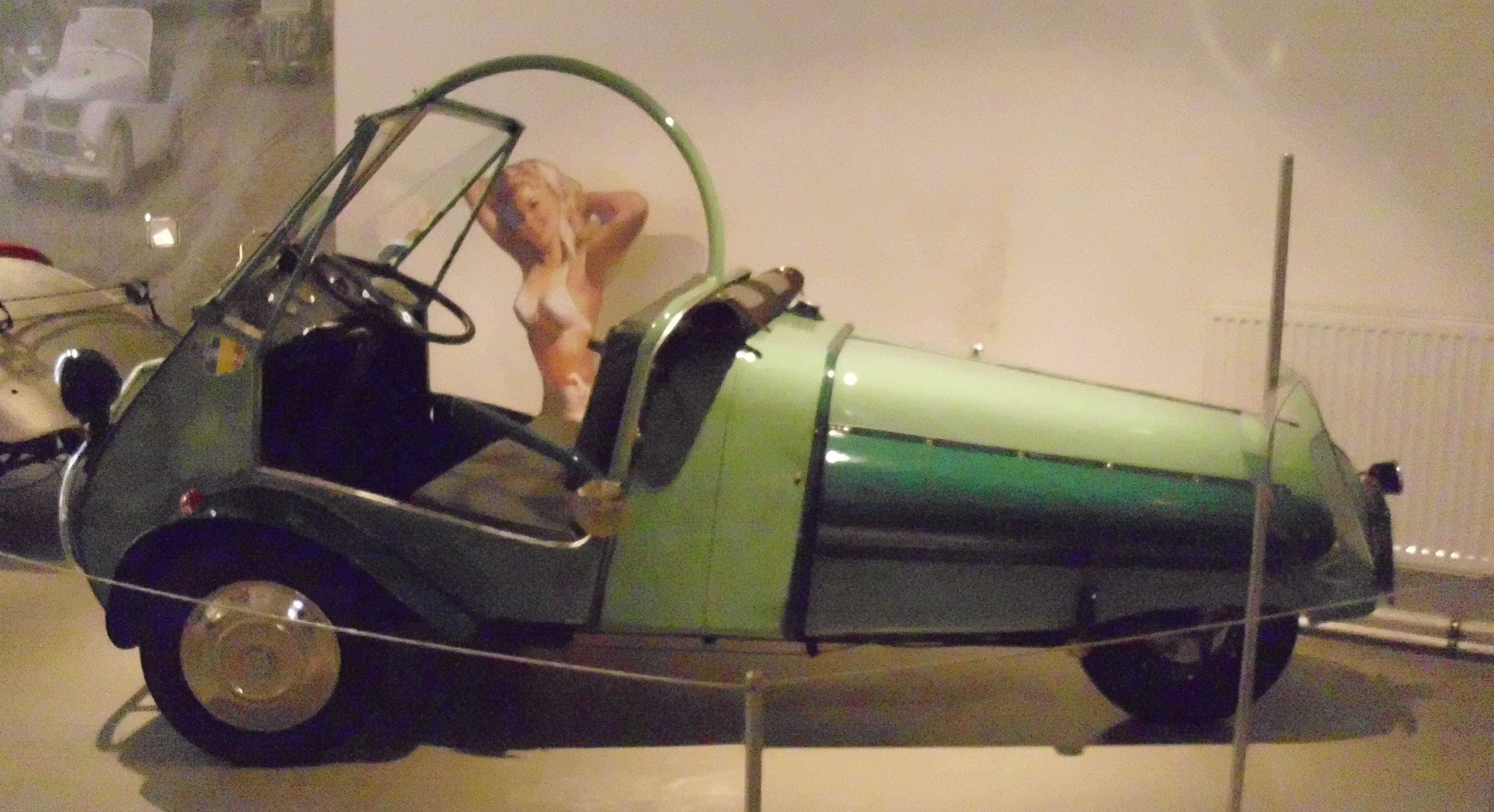
Seitenansicht